# Socialist Worker
«Socialist Worker» («Социалистический рабочий») — еженедельная газета Социалистической рабочей партии, британской секции Международной социалистической тенденции.

## Краткое описание
Основана в Лондоне в 1961 году как «Industrial Worker», затем сменила название на «Labour Worker». В 1968 году получила нынешнее название, и тогда же перешла на еженедельный формат издания. С 1969 по 1974 год редактором газеты был Роджер Протц. Стиль и общая концепция газеты были скопированы Протцем у «The Daily Mirror», но он стремился вложить в газету совсем другие подходы. Читателю «Socialist Worker» предлагались материалы, написанные Полом Футом, Данканом Халласом и Эмоном МакКэнном. Кроме того, в ней присутствовали репортажи о забастовках и прочих видах борьбы, проходивших в стране.
С 1974 по 1978 год пост редактора занимал Пол Фут, племянник лейбористского лидера Майкла Фута. В 1979 году, после недолгого периода работы в «Private Eye», он перешёл в «The Daily Mirror», хотя и продолжал работать с газетой до своей смерти в 2004 году. Долгие годы редактором «Socialist Worker» был Крис Харман. Впервые он занял этот пост в 1978 году и с недолгим перерывом в начале 1980-х оставался редактором газеты до 2004 года. Среди журнали стов, начинавших свою карьеру в «Socialist Worker», были Гарри Бушелл, братья Кристофер и Питер Хитченсы, впоследствии перешедшие на правые политические позиции.
В 2004 году редактором стал Крис Бамбери, который стремился сделать газету похожей на итальянскую «Il Manifesto», близкую к Партии коммунистического возрождения. В 2009 году его сменил Чарли Кимбер, а в 2010 году пост редактора заняла Джудит Орр.
Газета печатается утром в среду и рассылается по основным региональным пунктам. С 2006 года в качестве еженедельного приложения к газете печатается журнал «Socialist Review».
Выпуски газеты находятся в открытом доступе в сети Интернет.

## «Socialist Worker» вне Великобритании
Название «Socialist Worker» носят также издания Международной социалистической тенденции в ряде других стран, включая США (англоязычная газета с 1977 года, испаноязычная с 2001), Канаду (на английском и французском языках) и Ирландию, а ранее — и в Австралии. Аналогичное название имеет троцкистская организация «Социалистический рабочий» в Новой Зеландии, одна из преемниц местной Коммунистической партии.